# Traité de Ramla
Le traité de Ramla fut signé par Saladin et Richard Cœur de Lion le 2 septembre 1192 après la bataille d'Arsouf.
Les termes du traité prévoyaient que Jérusalem resterait sous contrôle musulman mais la ville serait cependant ouverte aux pèlerinages chrétiens. Par ailleurs le traité réduisait le royaume latin à une bande côtière qui s'étendait de Tyr à Jaffa. Ni Saladin ni Richard n'étaient satisfaits de l'accord mais ils n'avaient guère le choix. Le dirigeant musulman avait été affaibli par les épreuves et les dépenses de la guerre et l'autorité du roi Richard était menacée en Angleterre.

## Source
- (en) Charles Phillips et Alan Axelrod, Encyclopedia of historical treaties and alliances, Chicago, Fitzroy Dearborn, 2001, 948 p., v. 1. From ancient times to World War I - v. 2. From the 1920s to the present (ISBN 978-1-579-58326-2, OCLC 46848486).